# Sadowo (województwo zachodniopomorskie)
Sadowo – wieś w Polsce położona w województwie zachodniopomorskim, w powiecie wałeckim, w gminie Mirosławiec.

## Historia
Wieś pierwotnie związana była z Pomorzem, Brandenburgią i Wielkopolską. Istnieje co najmniej od pierwszej połowy XIV wieku. Po raz pierwszy wymieniana w dokumencie z 1337 jako Sadow, Szadow, 1435 Czadaw, Czadow, 1448 Szadowo, 1448 Szadawo, 1462 Sadowo, ok. 1514-27 (falsyfikat datowany na 1251) Zado, 1552 Szadowa, 1563 Zadou, 1577 Cado.
Miejscowość była wsią pograniczną leżącą w 1337 w nowo utworzonej Nowej Marchii w ziemi Kalisz Pomorski. W 1448 leżała w powiecie poznańskim, a w 1552 należała do powiatu wałeckiego Korony Królestwa Polskiego.
Wieś była własnością rycerską i w średniowieczu leżała przy granicy polsko-brandenburskiej. W 1337 miała 64 łany w tym uposażenie plebana. Leżała w ziemi Kalisz i należała do Henryka Wedla. Dawała 3 korce żyta i 3 korce owsa. Połowa wsi była opustoszała i należała do dóbr rodziny de Gruthow nie przynosząc dochodu. W 1349 we wsi odnotowano 60 łanów w tym 16 łanów opuszczonych.
W latach 1435-36 Sądowo zostało wymieniane wśród posiadłości Güntersbergów z Kalisza Pomorskiego. W 1448 miecznik poznański Jan Wedel Wedelski z Marcinkowic zapisał żonie Annie po 2600 grzywien posagu i wiana na dobrach Tuczno, w tym m.in. na wsi Sadowo. W 1471 Anna wdowa po Janie Wedelskim oblatowała swój dokument oprawny z 1448 w księgach radzieckich miasta Poznania kwitując odbiór sumy 5200 grzywien od Andrzeja Szamotulskiego syna Piotra, który wykupił wspomnianą oprawę. W 1472 król Polski Kazimierz Jagiellończyk zatwierdził sprzedaż wspomnianej oprawy wdowiej.
W 1552 wieś należała do pana Fredlickiego (Wedla z Frydlandu), którego płatności odnotowały historyczne regesty podatkowe. Był on płatnikiem podatków ze wsi. Zapłacił wówczas od 6 kmieci oraz sołtysa siedzącego na połowie łana. W 1563 odnotowano pobór od 7 łanów. W 1577 z części Blankenborga zapłacono od 7 łanów oraz od sołtysa mającego 0,5 łana. W 1579 z części Blankenborga zapłacono od 4 śladów, zagrodnika oraz od pastuchy, prawdopodobnie kobiety wypasającej inwentarz.
W wyniku II rozbioru Rzeczypospolitej w 1793, miejscowość przeszła w posiadanie Prus i jak cała Wielkopolska znalazła się w zaborze pruskim.
W latach 1975–1998 miejscowość administracyjnie należała do województwa pilskiego.